# Radiobiologie
Radiobiologia este un domeniu științific interdisciplinar, care studiază efectul radiațiilor ionizante asupra organismelor vii.
În mare parte este inclusă în domeniul biofizicii.
Problemele de bază ale radiobiologiei sunt următoarele:
- explicarea, la nivel molecular a efectului radiațiilor ionizante asupra organismelor;
- efectele iradierii;
- stabilirea dozelor maxime pe care le pot suporta ființele vii, fără să apară efecte negative și elaborarea pe această bază a regulilor de lucru cu substanțe radioactive.

Radiobiologia are aplicații în medicină, în selecția și ameliorarea animalelor și plantelor de cultură.

## Efectele biologice ale radiațiilor
Radiațiile X, α, β și γ au proprietatea de a străbate substanțele, producând modificări chimice ale acestora. Datorită efectului lor ionizant radiațiile modifică celulele materiei vii cu care interacționează. Modificările funcționale care se produc datorită schimbării structurii celulelor unui organism, sub acțiunea radiațiilor, se numesc efecte biologice ale radiațiilor.

### Mărimi și unități pentru măsurarea efectelor radiațiilor
Radiațiile, interacționând cu substanța pe care o străbat cedează acesteia o parte sau toată energia lor. Energia cedată de radiație unității de masă a substanței cu care interacționează se numește doza absorbită și se notează cu D:
{\displaystyle D={\delta W \over \delta m}}
unde, {\displaystyle \delta W} este energia cedată masei iar {\displaystyle \delta m} masa respectivă. 
Unitatea de măsură SI a dozei absorbite este gray-ul (simbol Gy):
{\displaystyle 1\;\mathrm {Gy} =1\;{\frac {\mathrm {J} }{\mathrm {kg} }}=1\;\mathrm {m} ^{2}\cdot \mathrm {s} ^{-2}}
Altă unitate de măsură pentru doza absorbită folosită în practică este radul (simbol rd): 
{\displaystyle 1\;\mathrm {rd} ={1 \over 100}\;\mathrm {Gy} .}
Se mai folosește simbolul rad pentru rad; însă această notație este nerecomandată, pentru a evita confuzia cu radianul (care se notează cu simbolul rad în SI). Mai general, folosirea unității rad este „foarte descurajată” de NIST.

### Doza biologică
Mărimea care corespunde efectului biologic produs de radiații se numește doză biologică și se notează cu B:
{\displaystyle B=\eta \,D,}
unde, {\displaystyle \eta } este un factor de proporționalitate, numit eficacitate biologică relativă, care depinde de tipul radiației. 
Valori ale eficacității biologice relative pot fi urmărite în următorul tabel.
| Tip de radiație         | X | γ | β | α  |
| ----------------------- | - | - | - | -- |
| Eficacitate biologică η | 1 | 1 | 1 | 20 |

Unitatea de măsură SI pentru doza biologică este sievertul (simbol Sv):
{\displaystyle \mathrm {Sv} ={\mathrm {J}  \over \mathrm {kg} }}
În practică se mai folosește pentru doza biologică și unitatea de măsură rem:
{\displaystyle 1\;\mathrm {rem} ={1 \over 100}\;\mathrm {Sv} .}

### Observații
1. Doza biologică se măsoară cu detectori de radiație numiți dozimetre. Dozimetrele conțin un film sensibil la radiații. După developare, filmul permite evaluarea dozei de radiații primite de persoana care l-a purtat.
  - Contorul Geiger-Müller permite numărarea ionilor prezenți în aer și prin urmare, intensitatea radiațiilor care i-au produs.
  - Contorul cu scintilație are în alcătuirea lui substanțe (precum sulfura de zinc) care devin fluorescente sub acțiunea radiaților.
2. Dacă o persoană este supusă mai multor tipuri de radiații, doza biologică este suma dozelor fiecărei radiații.
3. Din studiile realizate de-a lungul anilor s-au stabilit anumite limite pentru doza biologică pentru care nu se observă efecte biologice asupra organismului în tot timpul vieții. Această mărime se numește doza maximă permisă. Limitarea dozei la această valoare îi permite organismului să se refacă.

1. ↑  „NIST Guide to SI Units – ch.5.2 Units temporarily accepted for use with the SI”. National Institute of Standards and Technology.